# Campeonato Paraense de Futebol de 1930
O Campeonato Paraense de Futebol de 1930 foi a 20.ª edição da principal divisão do futebol do Pará. Organizada pela Federação Paraense de Desportos, a competição contou com a participação de cinco clubes, todos sediados na capital Belém. O Remo sagrou-se campeão, conquistando seu 11º título estadual, enquanto o Paysandu ficou com o vice-campeonato.

## Participantes
| Equipe          | Cidade | Títulos (mais recente) | Part. |
| --------------- | ------ | ---------------------- | ----- |
| Júlio César     | Belém  | 0 (não possui)         | 2     |
| Luso Brasileiro | Belém  | 0 (não possui)         | 6     |
| Paysandu        | Belém  | 7 (1929)               | 16    |
| Remo            | Belém  | 10 (1926)              | 18    |
| União Sportiva  | Belém  | 2 (1910)               | 20    |

## Premiação
| Campeonato Paraense de 1930 |
| Belém                       |
| --------------------------- |
| Remo Campeão (11º título)   |